# Radio Prima Rete
Radio PRIMARETE è un'emittente radiofonica privata locale fondata nel 1989, con sede a Caserta. La società editrice è la Prima Rete Master Group S.r.l.. 
Il Direttore Responsabile è Biagio Sparano mentre la sua principale e storica "voce" è Vincenzo Gazzillo. 
L'emittente radiofonica trasmette 24h su 24h sui 95,00 e 95,100 Mhz in FM ed è ascoltata a Caserta, Napoli e gran parte delle relative province.
Ben radicata sul territorio, Radio PRIMARETE è molto conosciuta, apprezzata e seguita per l’informazione locale, i servizi giornalistici, le news sportive ed i suoi numerosi programmi musicali. Inoltre possiede un sito internet – www.radioprimarete.it – molto visitato che dà la possibilità di essere ascoltata in tutto il mondo attraverso lo streaming il che ha permesso ai suoi ascoltatori di proclamarla  “la Radio dei casertani sparsi nel mondo“.

## Redazione
La Redazione Giornalistica produce i Giornali Radio locali che vanno in onda ogni ora, ogni giorno della settimana.
Inoltre, la Redazione Sportiva realizza, con la trasmissione "Diretta stadio", interventi flash di pochi minuti nel corso delle partite della Casertana, nonché le radiocronache integrali della JuveCaserta per quanto riguarda il basket, oltre a mandare in onda i programmi di approfondimento sportivo ("Calcisticamente parlando" e "Cestisticamente parlando").

### Redazione
- Stefanino De Maria
- Maurizio Lombardi
- Cesare Monteleone
- Salvatore Orlando
- Eugenio Simioli
- Francesco Gazzillo
- Rosario Pascarella
- Sante Roperto
- Mario Della Peruta
- Antonio Luisè
- Gaetano Trocciola
- Gianrolando Scaringi

## Deejay & Speaker
- Gianpaolo Carotenuto
- Andrea Cimmino
- Antonio Scherillo
- Marco Cestaro
- Francesco Orlando
- Giuseppe Vuolo
- Erica Rezzuti (deceduta il 6 agosto 2025)
- Paola Rezzuti